# トヨタ・V35A-FTS
トヨタ・V35A-FTSは、トヨタ自動車のエンジンにしてダイナミックフォースエンジンシリーズのひとつとして開発された。ハイフン以降の「F」は実用DOHC、「T」はターボチャージャー、「S」D-4（筒内直接燃料噴射装置）を意味している。
初搭載は、2017年7月発売のレクサス・LS。

## 概要
V型6気筒3,500cc縦置きツインターボガソリンエンジンで、LSのために開発された。
本機は同じV型6気筒のGRエンジンとは設計は異なり、TNGA設計で一から基本設計を見直している。高速燃焼技術と高効率ターボチャージャーの採用により、出力と燃費も高い性能を実現している。エンジン本体側の徹底した高効率化に加え、サーモスタットの電動化による冷却系の多機能制御、ツインターボのウェイストゲートの電動化によるポンピングロスの低減など、周辺機器の緻密なコントロールも重ね合わせることで41%の熱効率を実現している。
2025年より、日産・VK56に代わりオレカがチューニングした本エンジンが、LMP3ワンメイクエンジンとして採用される。

## 系譜
- エンジン型式一覧の自動車用エンジンの系譜を参照。

## 搭載車種
- レクサス・LS（VXFA50/55）
- ランドクルーザー（VJA300W）
- タンドラ（XKA70/71/72/75/76/77）
- レクサス・GX（VJA252W）
- レクサス・LX（VJA310W）
- LMP3 (FIA 世界耐久選手権、ヨーロピアン・ル・マン・シリーズ等)